# 木星
木星（もくせい、英語: Jupiter、羅: Iuppiter）は太陽系にある惑星の1つで、内側から5番目の公転軌道を周回している第5惑星である。太陽系の中で大きさ、質量ともに最大の惑星である。
木星およびそれと同様のガスを主成分とする惑星（ガス惑星）である土星のことを木星型惑星（巨大ガス惑星）と呼ぶ。かつては天王星、海王星も木星型惑星に含まれていたが、現在ではこれら2つの惑星は天王星型惑星（巨大氷惑星）に分類されている。
木星は古代から知られ観測されてきた。そして多くの文明で神話や信仰の対象となった。英語Jupiter（ジュピター）は古代ローマ神話の神ユーピテルを語源とする。

## 軌道

### 公転
太陽からの平均距離は7.78×108キロメートル（約5.2 au）である。仮に直径約1.4×106キロメートルの太陽を直径1メートルの球とすると、木星は約560メートル離れたところを周回している直径10センチの球となる。周期は11.86年であり、これは土星の5分の2に相当する。言い換えると、この2つの巨大な木星型惑星は、その公転周期が軌道共鳴5:2の関係にある。

### 自転
木星の赤道傾斜角は非常に小さく、3.13度しか傾いていない。この結果、惑星上には有意な季節変化がほとんどないと考えられる。木星の重力加速度は24.79m/s2であるが、木星は約10時間という猛烈なスピードで自転しており、大きな遠心力を生じるため、重力がいくぶん相殺されて、赤道上での重力加速度は23.12 m/s2に減少する。また、この大きな遠心力は、木星そのものの形状にも影響を与えており、赤道方向の直径が自転軸方向の直径よりも7パーセント程度（9,275km）膨らんだ楕円球の状態にある。
視認できる惑星表面が固体ではない木星では、上層大気の差動回転が確認される。極域の大気は、赤道部分の大気よりも回転時間が5分長い。木星の自転は、大気の動きなどに則した3つの系（システム）に分けて説明される。システムIは赤道を挟んだ南北10度の領域で、もっとも速く9時間50分30秒で一周する。システムIIはIを挟む南北部分の中緯度にあたる領域で、周回時間は9時間55分40.6秒である。システムIIIは電波天文学によって定義される惑星磁気圏の回転を指し9時間55分29.37秒で一周し、固体核の自転周期と同値と考えられシステムIIIが木星の公式な自転とみなされている。

## 物理的性質

### 大きさ

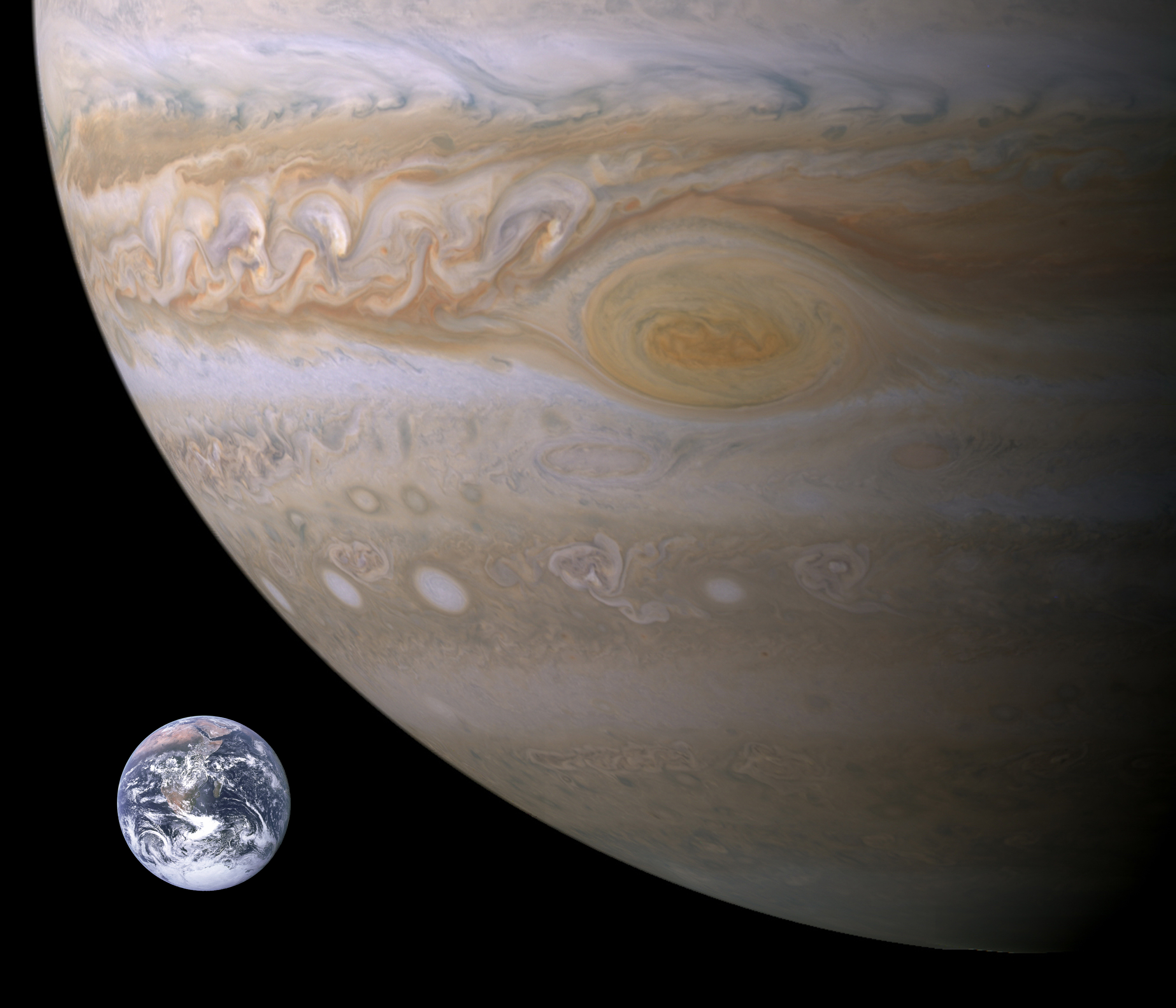
地球と木星の大きさ比較。大赤斑は地球のおよそ2〜3個分の大きさである。

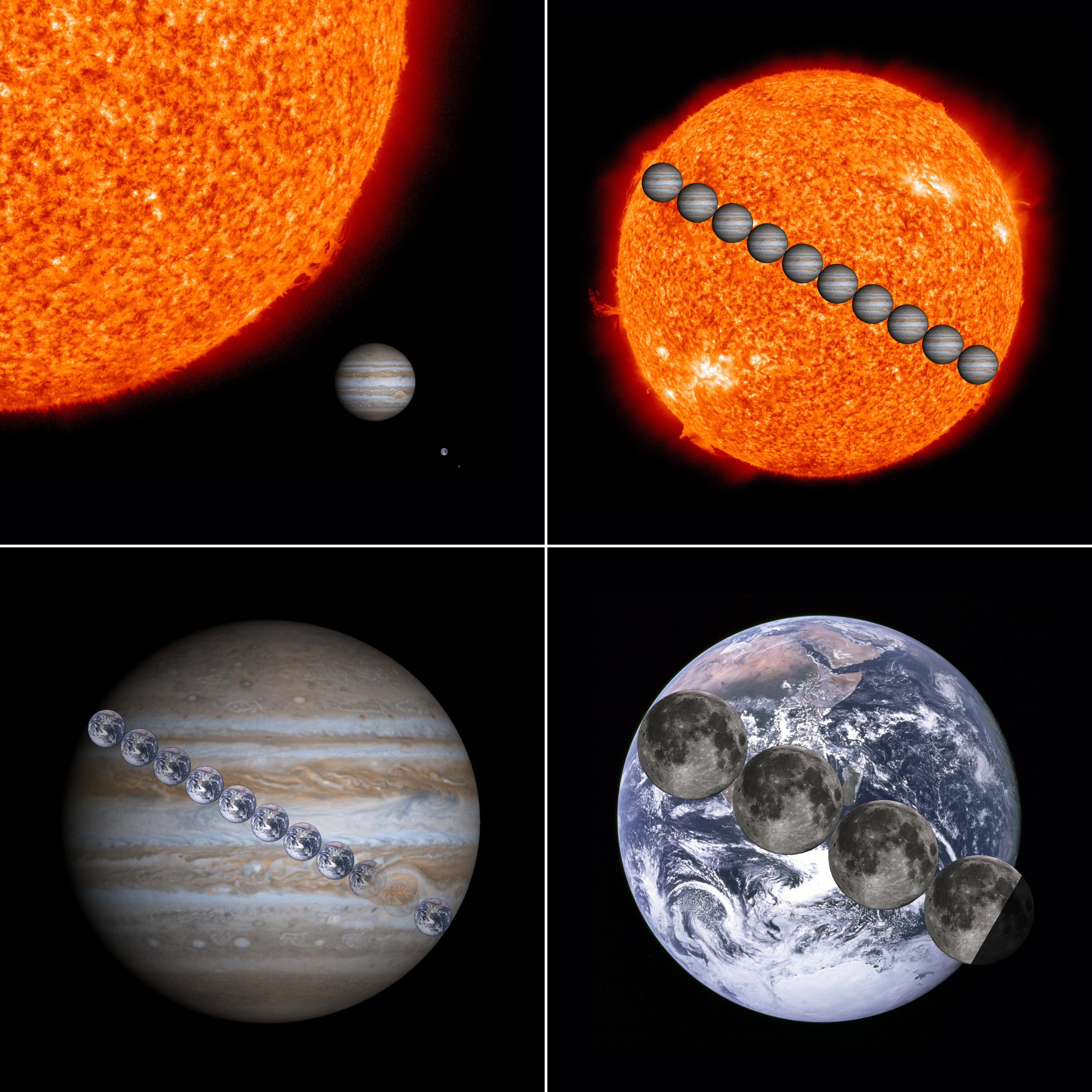
直径は、太陽の1/10で地球の10倍ほど。大赤斑は地球以上の大きさ。

太陽系の中で、木星は太陽に次ぐ重力中心であるが、半径比は10パーセントに過ぎない。それでも、その質量は太陽系の木星以外の惑星すべてを合わせたものの2 - 2.5倍ほどに相当する。そのため、太陽 - 木星系の重心は太陽の内部ではなく、太陽半径の1.068倍の位置に相当する太陽表面付近にある。なお太陽系全体の重心への寄与は木星が49%、土星が27%であり、主にこの2惑星の位置によって太陽系の重心は太陽内部に出入りする。地球との比較では質量は318倍、直径は11倍、体積は1,321倍ほどある。半径は太陽の10分の1に等しく、質量は1000分の1である。密度は両者でほとんど差はない。木星質量はMJまたはMJupで表され、太陽系外惑星や褐色矮星などの天体質量を表示する単位にも用いられる。例えば、オシリスの質量は0.69MJ、CoRoT-7bは0.015MJである。
理論モデルによれば、もし木星質量が現在の質量よりもある程度大きかったならば、木星は増大した重力によって現在の大きさよりも逆に縮んでいたと考えられる。少々の差異では半径に影響を及ぼさないが、地球質量の500倍、木星質量の1.6倍程度重かったとすると、重力の増大によって木星内部の密度が高まり、構成物質の増加に反して体積が小さくなると考えられる。質量増加によってかえって半径が収縮する傾向は、木星の50倍程度重い褐色矮星の領域まで続くと考えられている。
木星が恒星として輝くには、水素を中心として現在の75 - 80倍程度の質量がなければならないが、半径で30パーセント程度大きければ赤色矮星にはなり得たという。
木星は、太陽輻射で受ける熱よりも多い熱量を放射している。木星表面の温度は 125Kであり、これは太陽光エネルギーだけで計算される温度102Kよりも高い。この差は木星内部で生成される熱によるものであり、太陽から受けるエネルギー量に匹敵する。この熱の一部は、ケルビン・ヘルムホルツ機構と呼ばれる断熱過程で生じるもので、この過程によって木星は年間2センチずつ縮んでいる。逆に、誕生時の木星は現在の2倍程度の大きさがあったと考えられる。

### 内部構造

木星内部構造の想像図。岩石質の中心核を厚い金属水素の層が覆っていると考えられている。

木星の内部構造は、中心にさまざまな元素が混合した高密度の中心核があり、そのまわりを液状の金属水素と若干のヘリウム混合体が覆い、その外部を分子状の水素を中心とした層が取り囲んでいるものと考えられる。ただしこの構造は外見上からの想像に過ぎず、はっきりと分かっていない。
中心核はケイ素など岩石質ではないかと想像されているが、その構造は温度・圧力の状態と同じく分かっていない。1997年の重力測定に基づく中心核の規模の推定には様々なものがあるが、質量は地球の11 - 45倍で、木星質量全体の3パーセント - 15パーセント程度を占めると考えられる。仮に木星成分が太陽と同じならば、岩石質の中心核は地球の5倍程度になるが、密度から計算するとその大きさは15倍程度となる。これは、巨大ガス惑星といえど太陽系の元素組成よりも水素やヘリウムが少ないことを示す。この中心核は、惑星形成モデルから予測される原始太陽系星雲からの水素やヘリウムの集積が行われた際、同様に岩石や水の氷も木星の初期形成時に集まったと考えられる。この核が予測どおり存在するとすれば、それは液体状の金属水素が起こす対流の中に混ざり込んだ物質が惑星内の深層部分に集まって形成されたことになる。この中心核は、現在では固まっていると思われるが、活動している可能性を完全に除外できるほどの観測結果は得られていない。
中心核の周囲には、微量のヘリウムや水の氷を含む厚い水素の層が広がっていると考えられ、それは木星半径の78パーセントに相当する。深い部分は液体の金属水素が4万キロメートルほどの層を成し、その上部にはやはり液状の水素分子が約2万キロメートルの厚さで覆っている。表面部分の深さでは、温度は水素の臨界点である33Kを上回っているため、水素は液相と気相を区分する境界が存在しない超臨界液体状態にあると考えられる。しかしながら、上層部では水素はガス状であり、1,000キロメートルほど下がると雲状の層となる。そして層の下部では液状になっている。これらに明らかな境界は存在しないが、深くなるにつれ徐々に熱を持ち濃度も高くなっていく。
木星の内部モデルは確立されておらず、これまで観測された諸元値にはばらつきがある。回転係数J6の1つが惑星の慣性モーメントから赤道半径、1気圧下での温度を説明するために用いられていた。2011年に打ち上げられ、2016年に木星に到着した探査機ジュノーでは、これらの値を絞り込む役割があり、その結果から中心核についての課題解決が進むことが期待されている。

### 温度
木星の赤道傾斜角は、3.08° - 3.12°と水星に次いで小さく、自転軸がほぼ垂直である。このため、地球などに見られるような、気象現象の季節変化はあまりないと推測されている。ところが、木星表面の温度は極部分と赤道部分でほとんど差がない。さらに木星の表面温度はマイナス140°C程度だが、これは太陽からの輻射熱だけで計算される マイナス186°Cよりも高い。このようなことから、木星は内部から熱を発していると考えられる。太陽から受ける熱量の2倍に相当する熱量の熱源は、水素より重いヘリウムが中心に沈む際に生じる重力エネルギーではないかと考えられている。
木星内部の温度と圧力は、内部に向かうほどにどちらも高くなる。水素が臨界点まで加熱され相転移を起こす領域では金属水素が形成されるようになるが、その領域の温度は10,000K、圧力は 200GPaに達すると考えられる。金属水素層の底で温度は20,000K、圧力は3,600GPa、中心核では、温度は36,000K、圧力は4,500GPaに至ると見積もられている。

### 大気

ボイジャー一号が撮影した木星大気の帯と大赤斑の動きを捉えた画像（フルサイズ動画）

木星の上層大気は、ガス分子構成比で88 - 92パーセントの水素と8 - 12パーセントのヘリウムガスが占める。元素単位でヘリウムは約4倍重いため、重量比では水素75パーセント、ヘリウム24パーセント、他が1パーセントである。内部は含まれる重い元素の比率が高まり、全体の重量比では水素約71パーセント、ヘリウム約24パーセント、他が5パーセントとなる。大気にはわずかなメタン、水蒸気、アンモニア、珪素化合物も含まれる。また、観測からエタン、硫化水素、ネオン、酸素、硫黄も確認された。大気最外層には凍ったアンモニアの結晶が漂っている。また、赤外線や紫外線測定から、微量のベンゼンやほかの炭化水素の存在も確認された。
大気における水素とヘリウムの存在比は、原始太陽系星雲の理論的構成に近い。しかしネオンは5万分の1と太陽が含む量の約10分の1程度しかない。ヘリウムの比率も太陽の80パーセント程度と少ない。この大気上層におけるヘリウムやネオン比率の少なさから、これらの元素が降水のように金属水素の層へ沈殿し、惑星内部に沈みこんだ結果という説がある。
木星は太陽系惑星の中でももっとも厚い5,000キロメートルにわたる大気層を持つ。木星には固体の表面が存在しないため、惑星の領域は、大気が10気圧または地球表面の10倍に相当する大気圧の部分からと考える。

### 雲の層
木星は常時雲に覆われており、可視光で観測される表面は固体の地面ではなく雲の表層である。この雲はアンモニアの結晶や、可能性としてアンモニア水硫化物で作られたものと考えられる。これらの雲は対流圏界面に浮かんでおり、特に赤道域に相当する部分では緯度ごとに異なる流れを起こしていることが知られている。この流れは比較的明るい「帯、ゾーン（zones）」と暗い「縞、ベルト（belts）」に分けられることもあり、それぞれの部分にある物質が太陽光を反射する具合でこのように見える。これらの部分は赤道と平行に、東向きと西向きに交互に流れており、間に働く相互作用は複雑な大気循環を引き起こして嵐の渦や乱流などの現象を発生させる。ゾーンやベルト部分のジェット気流は、風速100m/s（360km/h）にも達する。このゾーンやベルトは幅や色また風速などを毎年変化させるが、観測者の眼には識別し名称をつけるに充分な識別が可能なほど、その個別特徴を保つ。
雲の層は厚さ50キロメートル程度に過ぎない。しかもそれは少なくとも、低部の厚い層と高所の薄く目立つ層の2構造を持っている。さらに、アンモニアの雲の下には薄い水の雲が存在すると予想される。木星の雲の中では稲妻の光が見つかったが、これには極性分子である水が引き起こす電離作用が必要である。水の雲は惑星内部から供給される熱を受けて、雷のエネルギーを蓄積する。この放電現象は地球の稲妻の1,000倍にも相当する大規模なものである。
木星表面に見られる雲のオレンジ色や茶色は、内部から湧き上がった化合物が太陽の紫外線によって変質し色を変えたものである。詳細はいまだ判明していないが、リン、硫黄、炭化水素類が成分だと考えられている。発色団（chromophore）として知られるこれら多彩な化合物は、比較的暖かい雲の下層で混合される。これが対流細胞（convection cell）の湧き上がりによって、上層を覆うアンモニア結晶の雲の上に昇ってくることで、色を持つ層が表面に形成される。
木星は赤道傾斜角が小さいため、両極部分は赤道部分に比べて常に太陽光をあまり受けない状態が続く。そのために熱量を極に向かわせる対流があると考えられるが、それはあくまでも惑星内部で起こっており、観測できる雲の層では温度は釣り合っている。

### 大赤斑

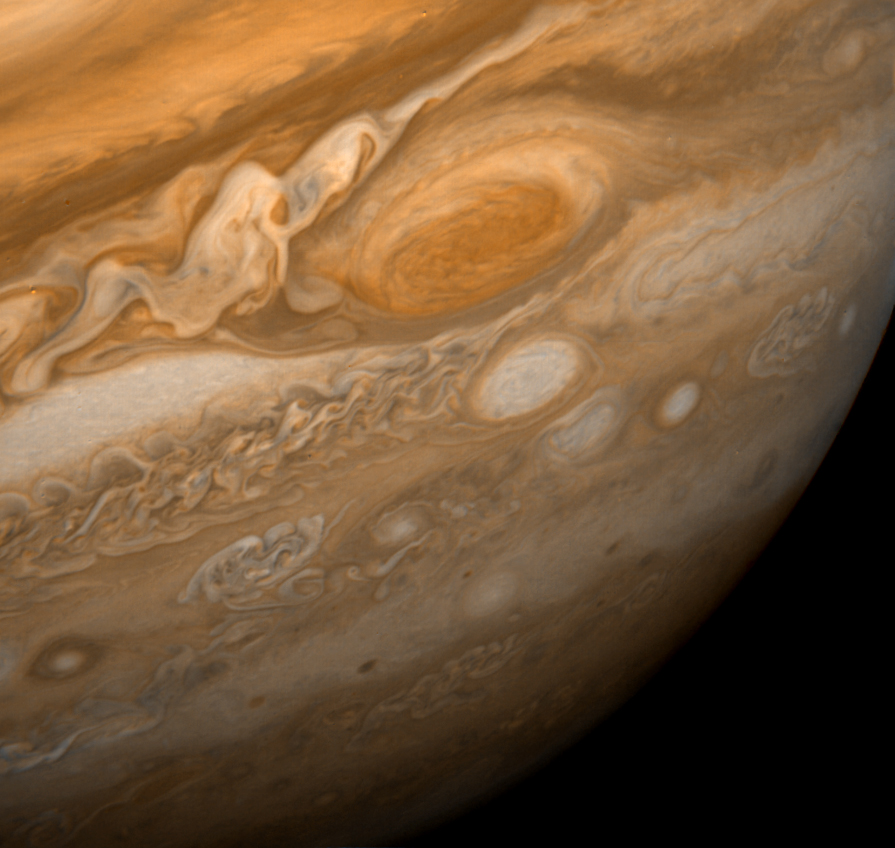
ボイジャー1号が1979年2月25日に、920万キロメートルの距離から撮影した木星大赤斑とその周辺。この写真では大きさ 160 km 程度の雲も識別できる。左側に見られる多彩な波状の雲がつくるパターンの部分は、波動が複雑に変化している領域である。大赤斑の直下にある白い楕円形の嵐の大きさがほぼ地球に等しく、ここから被写体のスケールを判断できる

木星を特徴づけるものに、赤道から南に22度の表面に確認できる大赤斑がある。周囲の温度が2度程度低いことからこれは高気圧性の嵐と考えられる。
この大赤斑は地球からも口径12センチ以上の望遠鏡があれば視認することができ、少なくとも1831年には確認され、さらにさかのぼる1665年には存在したと考えられる。これほど長期間にわたって維持されるメカニズムは解明していない。過去には地殻の突起部分が影響しているという説や、ソリトンではないかという説もあったが、現在では巨大な台風と考える説がもっとも無理が少ない。
計算では、この赤斑を作る嵐は安定しており、今後も惑星が存在する限り消えないとも言われていたが、20世紀後半から21世紀初頭の観測により年々大きさが縮小していることが明らかになっており、2014年5月15日、大赤斑が1930年代以降の観測史上最も縮小していることがアメリカ航空宇宙局から発表された。このまま縮小が進むと21世紀の中頃には消滅すると考えられているが、一方で大赤斑の見た目は縮小しているもののその原動力となっている渦は存在し続けており、消滅するわけではないという見解も存在する。
この楕円形の大赤斑の寸法は、長径2.4 - 4万キロメートル、短径1.2 - 1.4万キロメートルであり、地球2 - 3個がすっぽり納まる。もっとも盛り上がっている箇所は周囲よりも8キロメートル程度高い。反時計回りに回転しており、6日間かけて1周する。
2000年、南半球上に小さいながら大赤斑と同じものと見られる特徴的な大気現象が現れた。これは、もっと小さく白い楕円形をした複数の嵐が合体し1つとなったことで形成されたもので、これら小規模な現象のうち3つは1938年には存在が確認されていた。この斑はオーバルBAと命名され、また赤斑ジュニアのあだ名がついた。その後この斑はさらに強大になり、その色も白から赤へと変化した。

### 磁気圏と磁場
木星の磁場の強さは地球磁場の14倍に相当する。磁力は赤道部分で4.2ガウス、極部分で10 - 14ガウスという太陽黒点を除けば太陽系最大の磁力を持ち、地球磁場の約2万倍に相当する。磁極は自転軸とややずれており、極性は地球と逆になっている。

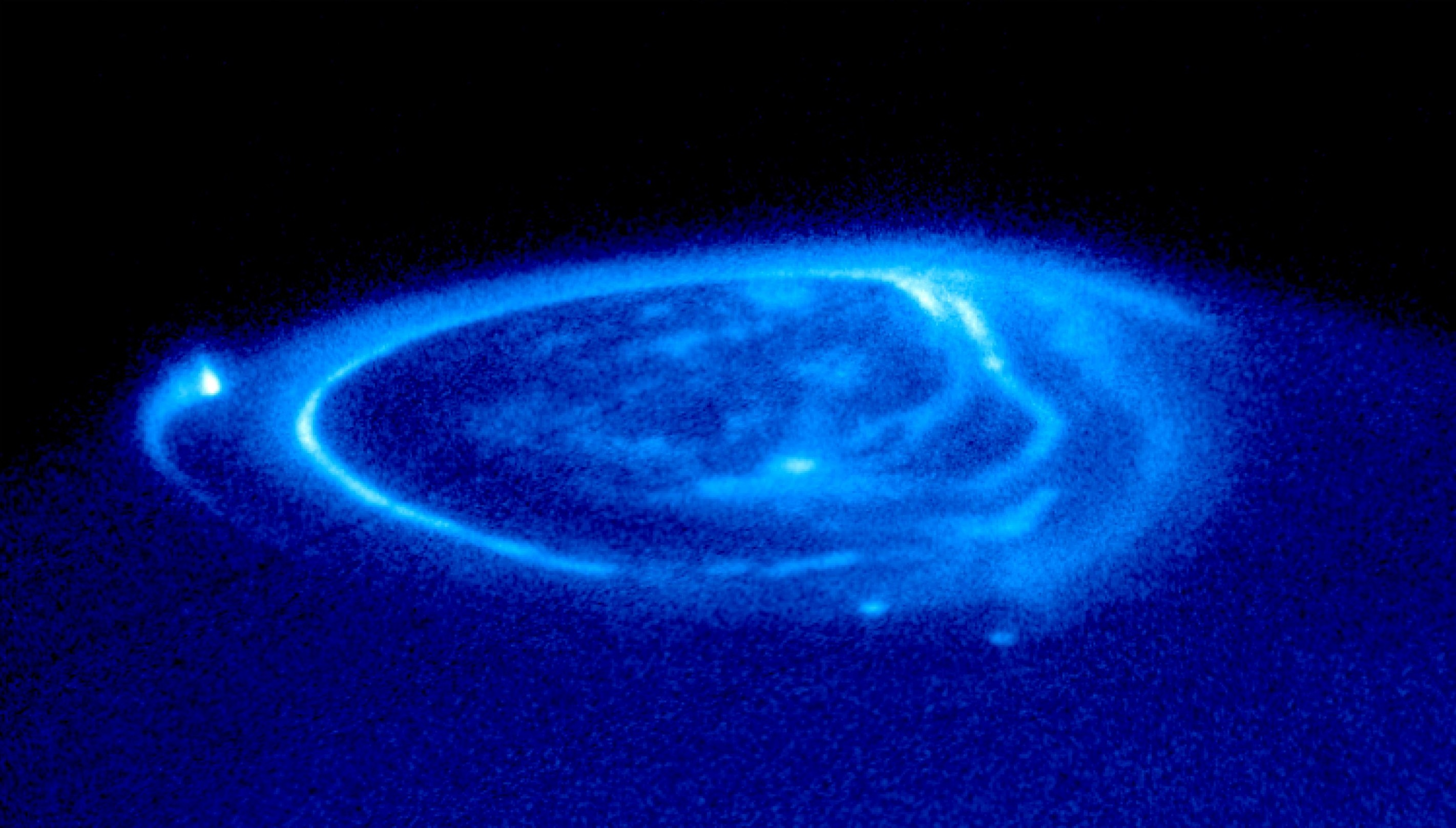
木星のオーロラ。三つの点は三つの衛星と繋がる量子化磁束（フラクソン）がつくるオーロラであり、左側がイオ、下部のふたつがガニメデとエウロパによってもたらされたものである。ほとんどの明るい楕円は「メインオーバル」と呼ばれ、その他にもほのかなオーロラの光も見られる

この磁場は、金属水素のマントルにおける導電物質の対流活動が引き起こすという説が有力である。木星磁気圏の特徴は、衛星イオが火山活動で軌道上に放出する二酸化硫黄ガスが硫黄や酸素等のイオンとなり、木星から供給される水素イオンともども惑星の赤道上にプラズマ・シートを形成するところにある。このシートは惑星とともに自転する磁気圏に引っ張られて回転し、遠心力によって引き伸ばされた円盤状となる。プラズマ・シートの中では電子が0.6 - 30.0メガヘルツに達する強い電波バーストを発している。
太陽風と磁気圏は、木星半径の75倍に相当する領域で相互作用を起こしバウショックを発生している。このバウショックと磁気圏境界層との間の内側部分が磁気圏境界面となり、木星の磁気圏を覆っている。ここに衝突する太陽風は、風下へ木星磁気圏を引き伸ばし、その外側は土星の公転軌道にまで達している。4大衛星はどれも磁気圏の中を公転しており、太陽風の吹きつけから守られている。しかし、この磁気圏内部は高エネルギー粒子で満たされており、地球のヴァン・アレン帯をさらに厳しくしたような環境にある。
木星の磁気圏は磁場が発生する極の部分に激しい現象を起こす。衛星イオの火山活動が磁気圏内に放出するガスは惑星を囲う円環の形に広がる。この中をイオが公転すると、相互作用によってアルヴェーン波が発生し、イオンを木星の極まで運ぶ。その結果、加速されてメーザー発生機構として働き、エネルギーは円錐の表面をなぞるように伝達する。この円錐と交差すると、地球では太陽からの電波よりも高い出力が観測される。
この強い磁気のため、木星の極には常時オーロラが生じ、そのエネルギーは地球の1,000倍に相当する。木星大気の主成分は水素分子H2であるため、流入する荷電粒子によって電離しH2+イオンとなり、これがH2と反応を起こしH3+とHとなる。このH3+イオンがオーロラを起こす。また、磁力線が衛星と重なった際に生じるフラックスチューブ（エネルギー束）が極域とつながった箇所にも点状のオーロラが発生する。

### 電波バースト
1955年、バーナード・バーグとケネス・フランクリンは、木星から発せられた断続的な22.2メガヘルツの電波信号（電波バースト）を検出した。この電波を観測した周期は木星の自転と一致しており、ここから逆に木星自転周期の正確な値を割り出すことができた。また、この電波バーストには数秒程度の長いLバーストと、100分の1秒未満の短いSバーストがあることも判明した。
研究によって、木星は3種類の電波を発していると判明した。
- 何十メートルにもなるデカメーター波長の電波バーストがあり、これは木星の自転によって異なり、衛星イオが木星磁気圏に及ぼす影響も受ける[77]。
- デシメートル波長の電波放射は、1959年にフランク・ドレイクとハイン・フバタムが初めて観測した[29]。これは木星赤道付近の円環帯から発せられており、木星磁場で加速された電子によるサイクロトロン放射が起源だと考えられる[78]。
- 木星大気からは熱放射が生じている[29]。

2010年には、木星磁場とほぼ一致する領域から強いX線が放射されていることが日本のX線天文衛星すざくの観測で判明した。この現象は、木星周辺の領域で電子が光速近くまで加速されることが主因と考えられる。

## 衛星と環

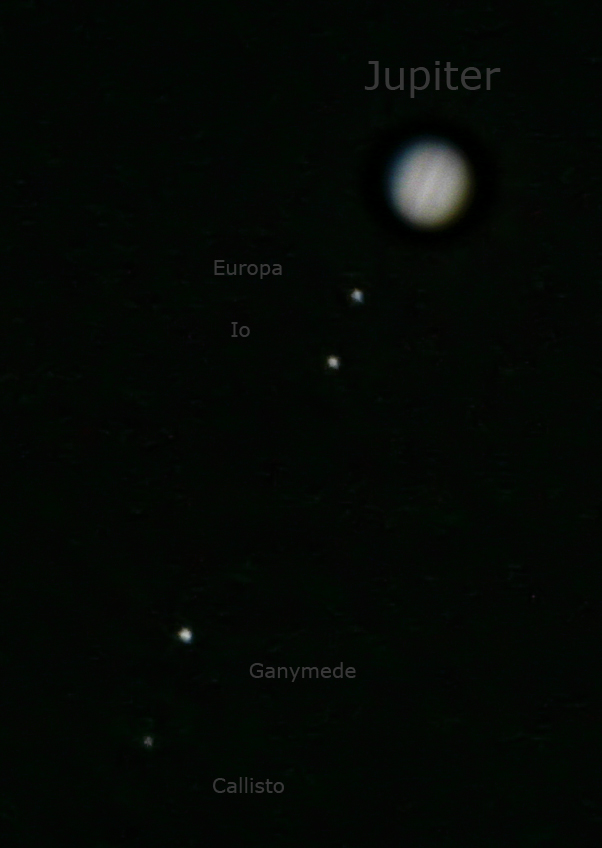
木星とガリレオ衛星

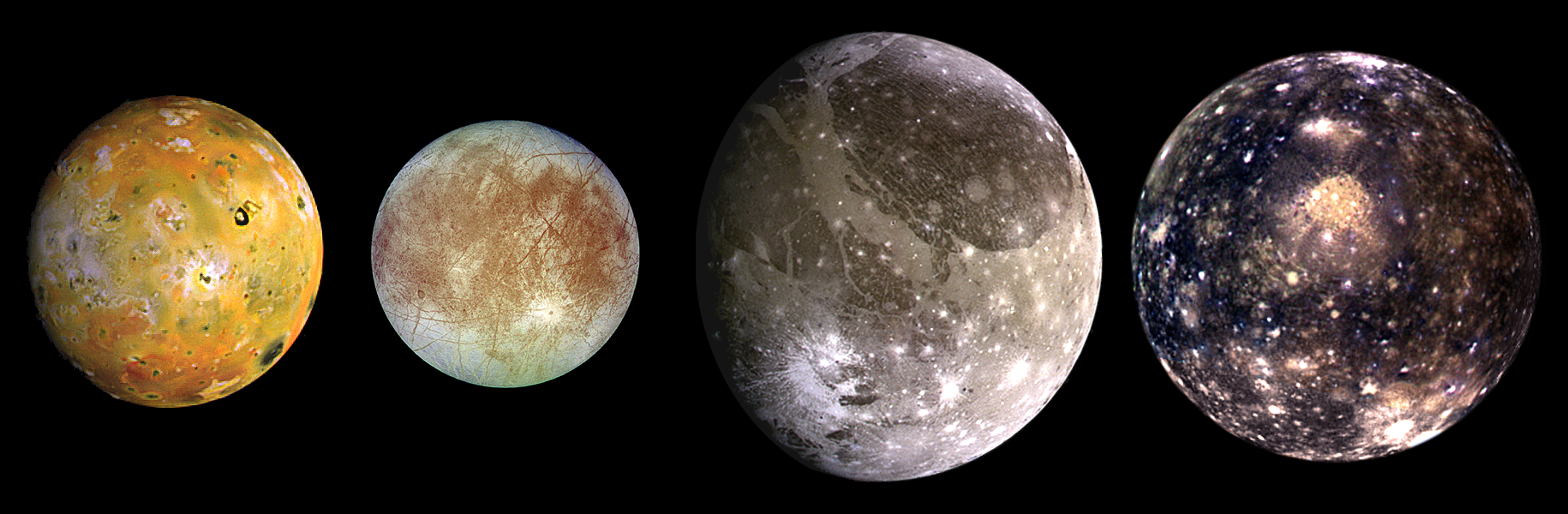
左からイオ、エウロパ、ガニメデ、カリスト。左の方がより木星の近くを公転する

### 衛星
2025年5月1日現在、木星には衛星が97個発見されている。そのうち81個は直径10キロメートルに満たない小さなもので、76個は母星となる木星の自転方向とは反対の公転軌道を持つ逆行衛星であることが確認されている。そのうち、大きな4つの衛星であるイオ、エウロパ、ガニメデ、カリストはガリレオ衛星と呼ばれる。

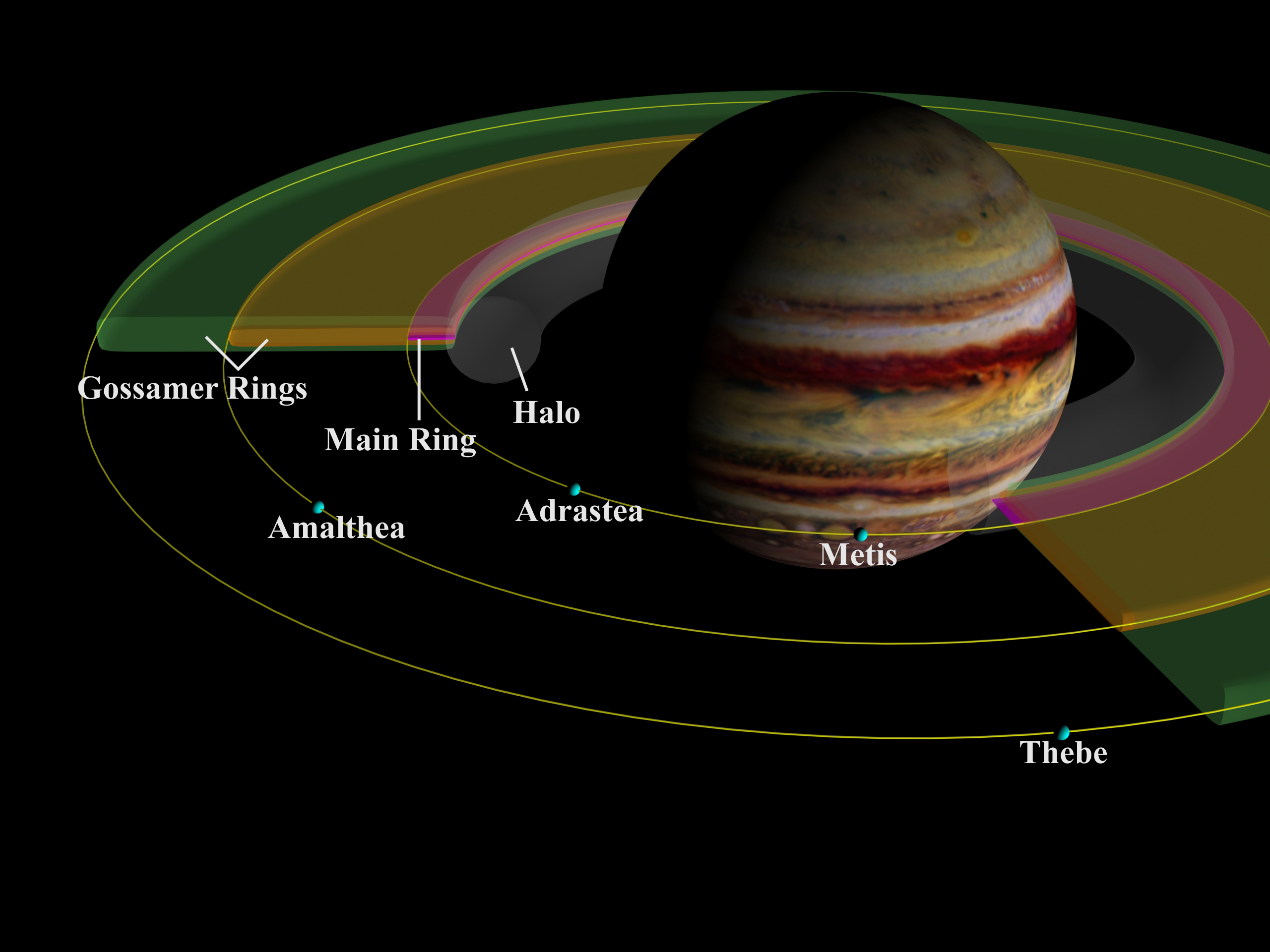
木星の環

イオ、エウロパ、ガニメデの3つは軌道共鳴状態にある。イオが木星を1周する間にエウロパは約1/2周、ガニメデは約1/4周する。このためこれら3衛星には特定の場所で重力の共鳴作用が起き、そのとき公転軌道は楕円形になる。なお、木星からの潮汐力は衛星の公転軌道を円型にしようと働く。
| 名称     | IPA         | 直径  | 直径 | 質量      | 質量 | 軌道半径  | 軌道半径 | 軌道周期 | 軌道周期 |
| 名称     | IPA         | km    | %    | kg        | %    | km        | %        | days     | %        |
| -------- | ----------- | ----- | ---- | --------- | ---- | --------- | -------- | -------- | -------- |
| イオ     | [ˈaɪ.oʊ]    | 3,643 | 105  | 8.9×1022  | 120  | 421,700   | 110      | 1.77     | 7        |
| エウロパ | [jʊˈroʊpə]  | 3,122 | 90   | 4.8×1022  | 65   | 671,034   | 175      | 3.55     | 13       |
| ガニメデ | [ˈɡænimiːd] | 5,262 | 150  | 14.8×1022 | 200  | 1,070,412 | 280      | 7.15     | 26       |
| カリスト | [kəˈlɪstoʊ] | 4,821 | 140  | 10.8×1022 | 150  | 1,882,709 | 490      | 16.69    | 61       |

### 環
木星には3つの箇所からなる環が存在する。光環（ハロー環）としても知られる木星表面に接している内側のトーラスの環、比較的明るく幅6,400キロメートル・厚さ30キロメートルの主環（メインリング）、そして外側の薄い環（ゴサマー環）である。このうちゴサマー環は内側に1本の輪が入れ子のように存在する。これらの環はアルベドが0.5程度と暗く、土星の環が氷を主成分にするのに対し、塵の比率が高い。主環の材料はおもに衛星アドラステアとメティスから放出された物質と考えられる。
放出された粒子は通常ならば衛星に戻っていくが、木星の場合は木星からの輻射圧や磁場との相互作用の影響を受けて内側へ引っ張られ落ちていく。その一方で環には衛星から新たに物質が供給されている。このメカニズムはゴサマー環も同様で、衛星テーベとアマルテアが物質供給の役目を担う。ほかにも、アマルテアの軌道に沿った岩石質の環が存在する証拠もあり、これも衛星から生じた微粒子からなるものと考えられている。

## 太陽系内の天体との相互作用

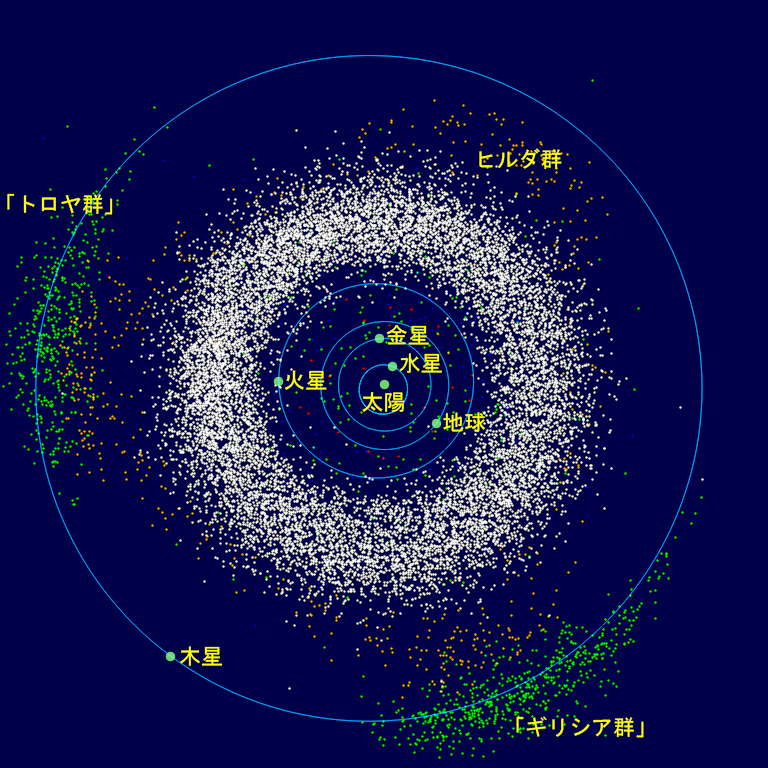
木星軌道上に広がるトロヤ群（緑色）と小惑星帯（白）

太陽とともに、木星が及ぼす重力は太陽系に大きな影響を及ぼしてきた。太陽に非常に近い水星を除き、ほとんどの星の軌道は、太陽の赤道面ではなく木星の軌道平面とほぼ一致している。小惑星の分布についても、カークウッドの空隙は木星によってもたらされ、後期重爆撃期が起こった原因こそが木星の存在とも考えられる。
衛星群とともに、木星の重力場は多くの小惑星に影響を与え、公転軌道上のラグランジュ点に集めた。この小惑星の集まりはトロヤ群と呼ばれ、『イーリアス』に登場するトロイア戦争の人物名から多く小惑星の名前がとられている。発見は1906年にマックス・ヴォルフが見つけた小惑星アキレスに始まり、現在では2,000以上が見つかっている。
ほとんどの短周期彗星（軌道長半径が木星のそれを下回るものと定義される）は木星族彗星に属する。木星族彗星は軌道長半径が木星よりも小さい彗星であり、その起源はエッジワース・カイパーベルトだと考えられている。これらは、木星からの摂動によって短周期化と軌道の真円化を引き起こした結果生じると考えられている。
1993年にアマチュア天文家の串田嘉男と村松修によって発見された串田・村松彗星（147P/Kushida-Muramatsu）は、1949年に木星の重力圏内に捕獲され、1 - 2度木星を周回したあと、1961年に重力圏から脱出していた可能性が指摘されている。また将来的にはヘリン・ローマン・クロケット彗星（111P/Helin-Roman-Crockett）が2068年から2986年までの間に捕獲され、木星の周りを6回周回すると見られている。

### 衝突

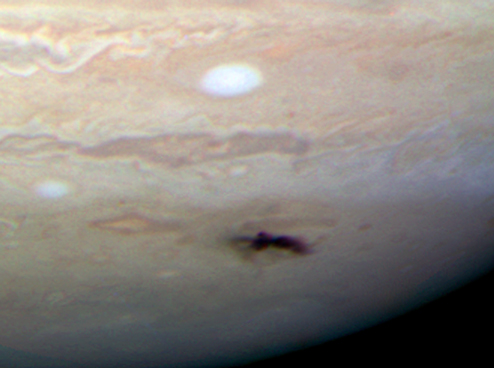
ハッブル宇宙望遠鏡が捉えた2009年に発生した木星の衝突痕 (2009 Jupiter impact event)。幅 8,000 km

木星は太陽系の掃除屋という異名を持ち、それは内惑星の領域に比較的近い重力井戸であるため、木星は数多くの彗星衝突を引き受け内惑星を保護してきたという考えからつけられた。木星がなければ、地球に衝突する小惑星の数は1,000倍、数万年に1回衝突するという。しかし、近年のコンピュータ・シミュレーションでは、木星という重力点によって軌道を変えられてしまう彗星があり、内側に入り込む彗星の数を有意に減らさないという結果も発表された。この問題は議論を呼び、さまざまな意見が示されている。
1997年、過去に木星を観察したスケッチ9枚が調査されたが、その中にあるジョヴァンニ・カッシーニが1690年に観測したスケッチに、木星衝突らしき痕跡を描いたものがあった。現代の観測では、1994年7月16日から22日にかけて起こったシューメーカー・レヴィ第9彗星の20個以上の破片が木星の南半球に衝突した出来事が有名である。これは太陽系天体の衝突を直接観測した最初の例となった。また、この衝突は木星大気の成分分析に関わる重要なデータを提供した。
2009年7月19日には、南半球に衝突痕が発見された。これは大気表面に残った黒い点で、大きさはオーバルBAにほぼ匹敵した。衝突が起こった場所は、赤外線観測によって南極点に近い大気が暖められていることから判明した。2010年にも小さな衝突(en)が観測された。2010年6月3日にオーストラリアのアマチュア天文学者アントニー・ウェスレィが発見し、のちにフィリピンでもアマチュア天文家クリストファー・ゴーが成功したビデオ撮影された画像が発表された。さらに2010年8月21日、木星に小天体が衝突した瞬間の閃光を日本のアマチュア天文家立川正之が観測・撮影した。木星への天体の衝突はきわめてまれな出来事とされていたが、短期間のうちに連続して3件の天体衝突が発生したことから、衝突確率に関する理論を見直す必要があるともいわれている。

## 人類との関係

### 歴史と神話

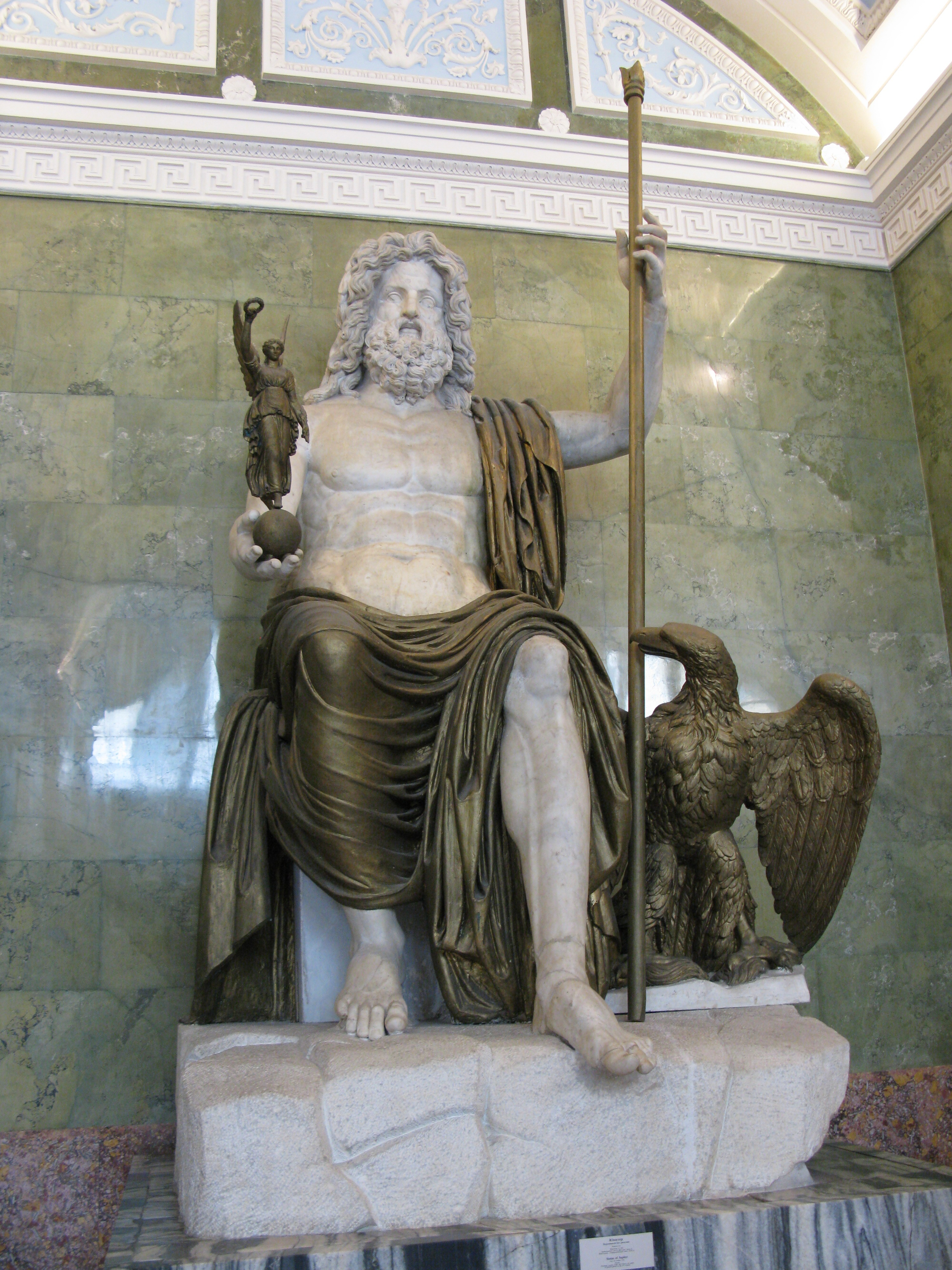
ユーピテル

夜、そして太陽が低いときに地上から視認できた木星は古代から知られていた。古代バビロニアでは、木星は神マルドゥクと同一視されていた。彼らは、木星の黄道に沿う約12年にわたる周期を用いて、黄道十二星座の各星座を定めていた。
英語のジュピター (Jupiter) は、ギリシア神話のゼウスと同一とみなされるローマ神話の神ユーピテル（ラテン語: Iuppiter, Iūpiter、またはJove）を語源とする。この名はインド・ヨーロッパ祖語におけるDyēu-pəterが変化した呼称であり、その意味は「天空の父たる神（"O Father Sky-God"）」または「日の父たる神（"O Father Day-God"）」である。英語における木星の形容詞jovianは、古くはjovialとも書かれ、これは同時に「陽気な、愉快な、幸せな」などの意味を持ち、中世の占星術師から守護惑星の意味として使われた。
中国では、黄道に沿った公転周期がほぼ12年であることから、十二次を司るもっとも尊い星として「歳星」と呼ばれた。また、道教においては天形星（天刑星、てんけいせい）の名で神格化され、牛頭天王さえ喰らう凶神として恐れられた。

### 占星術
木星は七曜・九曜のひとつで、10大天体のひとつである。西洋占星術では人馬宮（いて座）の守護惑星で、双魚宮（うお座）の副守護惑星であり、吉星（ベネフィック）である。西洋占星術において木星は土星と対極の星であり、「幸運の星」とも呼ばれ、木星が自身の出生ホロスコープにある太陽星座の位置にやってくると、多くの幸運と支援に恵まれるとされる。象徴するキーワードは「拡大」「発展」「成長」「豊穣」「幸運」「成功」「正義」「名誉」「海外」「宗教」「甘え」「大雑把さ」「肥満」「自信過剰」などで、象徴する人物は「壮年期の男性」「成功者」「法律や宗教職」「旅行業の人」などがある。

### 惑星記号
木星を指す天文学のシンボル  は、神の稲妻を様式化した記号であり、またギリシア語でゼウスの頭文字からローマ人がつけたものでもある。接頭語"zeno-"は、しばしば木星にかかわる諸物を表す単語に用いられる。たとえば木星表面の研究は"zenographic"と表現される。

## 観測史

### 古代の観測

『アルマゲスト』にて提案された、地球 (⊕) に対する木星 (☉) の相対的な位置と動き

木星の観察は紀元前8 - 7世紀ごろの古代バビロニアまでさかのぼることができる。また古代中国大陸でも、天文学者の甘徳が紀元前362年に肉眼で木星の衛星を観察したと席澤宗（Xi Zezong）は主張した。これが正しければ、彼はガリレオに先立つこと2000年前に衛星を発見していたことになる。紀元前2世紀ごろには古代ローマのクラウディオス・プトレマイオスが著作『アルマゲスト』にて、従円と周転円を用いて木星と地球の相対位置を説明し、木星の公転時間を地球時間で4332.38日または11.86年とする天動説の惑星モデルを作り上げた。499年にはインドの天文学者・数学者のアリヤバータが同じく天動説モデルにて、木星公転を4332.2722日または11.86年と計算した。

### 中世以降の観測
1610年にガリレオ・ガリレイは、望遠鏡を用いて木星に4つの衛星を発見した。これらは地球の月以外では初めて発見された衛星で、今日ではガリレオ衛星と呼ばれるイオ・エウロパ・ガニメデ・カリストである。これは同時に、地球以外の天体力学の中心が初めて見つかった例でもあり、ニコラウス・コペルニクスの地動説を支持する有力な証拠とガリレオは主張したが、そのために彼は異端審問にかけられた。
1660年代、ジョヴァンニ・カッシーニは新型の望遠鏡を用いて観測を行い、木星表面の斑や多彩な帯を発見した。さらに、惑星全体が極方向でつぶれた扁平状であることも視認した。これらの観察から、彼は木星の自転時間を計算し、1690年には大気が差動回転を起こしていることにも気づいた。

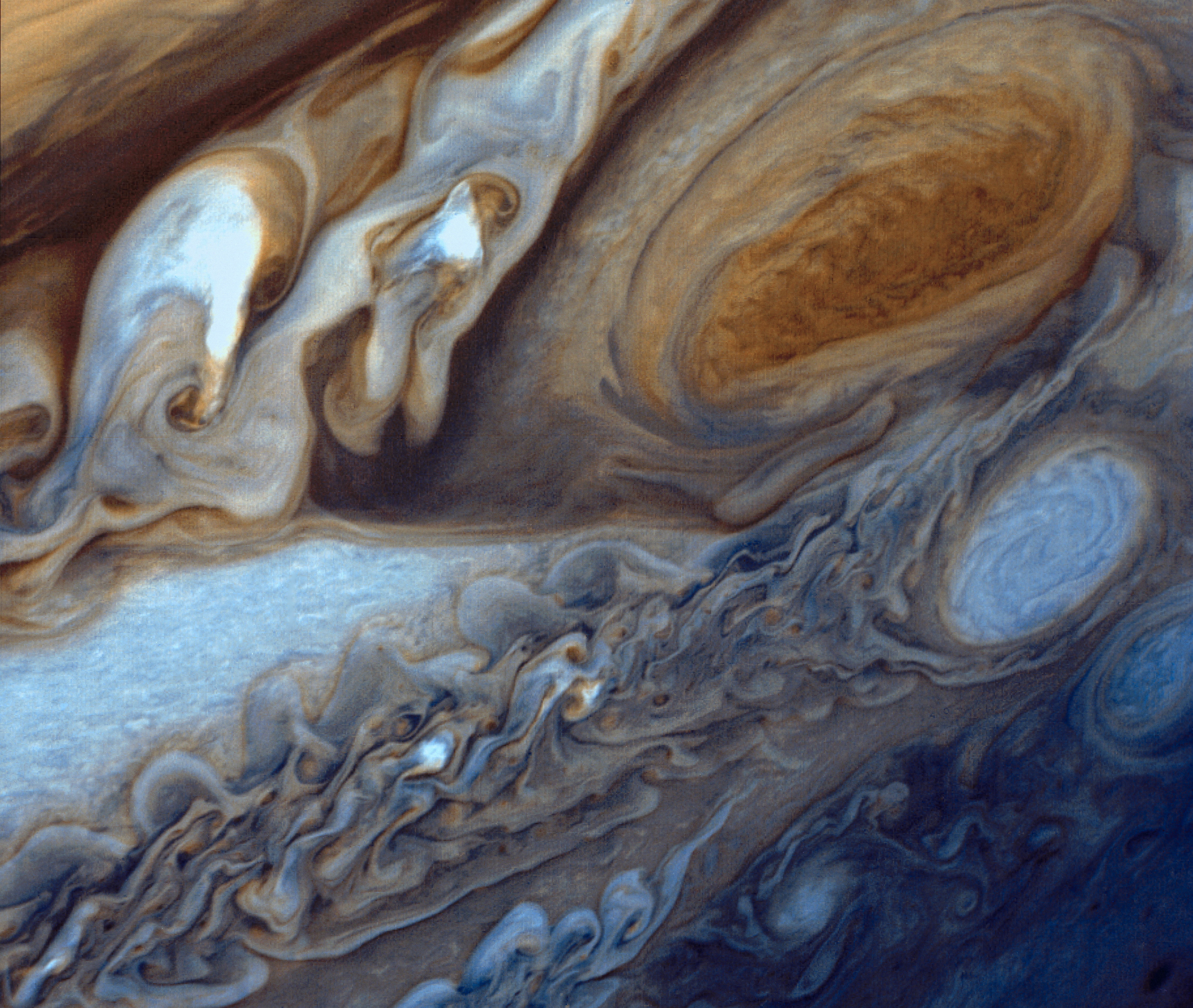
ボイジャー1号撮影の映像に着色(en)したもの。大赤斑や白斑などが見られる

南半球にある木星を特徴づける大赤斑は、1664年にロバート・フックが発見したとも、1665年にカッシーニが発見したとも言われる。その詳細は1831年に薬剤師でもあったハインリッヒ・シュワーベが初めて記録した。記録によると、大赤斑は1665年から1708年の間には見つけられなくなり、1878年ごろからしだいに見えるようになった。1883年以降、今日に至るまで大赤斑は一貫して観測され続けている。
ジョヴァンニ・ボレリとカッシーニは木星衛星の動きについての精緻な図を作成し、木星の前後を通過する予測を立てた。しかし1670年代までの観測では、地球から見て木星が太陽の反対側にある際、衛星の木星面通過は予測よりも17分遅れることが判明した。カッシーニはこの観測結果を受け入れなかったが、オーレ・レーマーはこの差異が生じる理由は光には有限の速度があると考え、ここから光速を求めた。

### 近現代の観測
1892年、エドワード・エマーソン・バーナードはカリフォルニアのリック天文台にある36インチ屈折望遠鏡を使って、木星5番目の衛星アマルテアを発見した。優れた視力を生かした彼の発見は、目視観測で発見された最後の衛星となった。

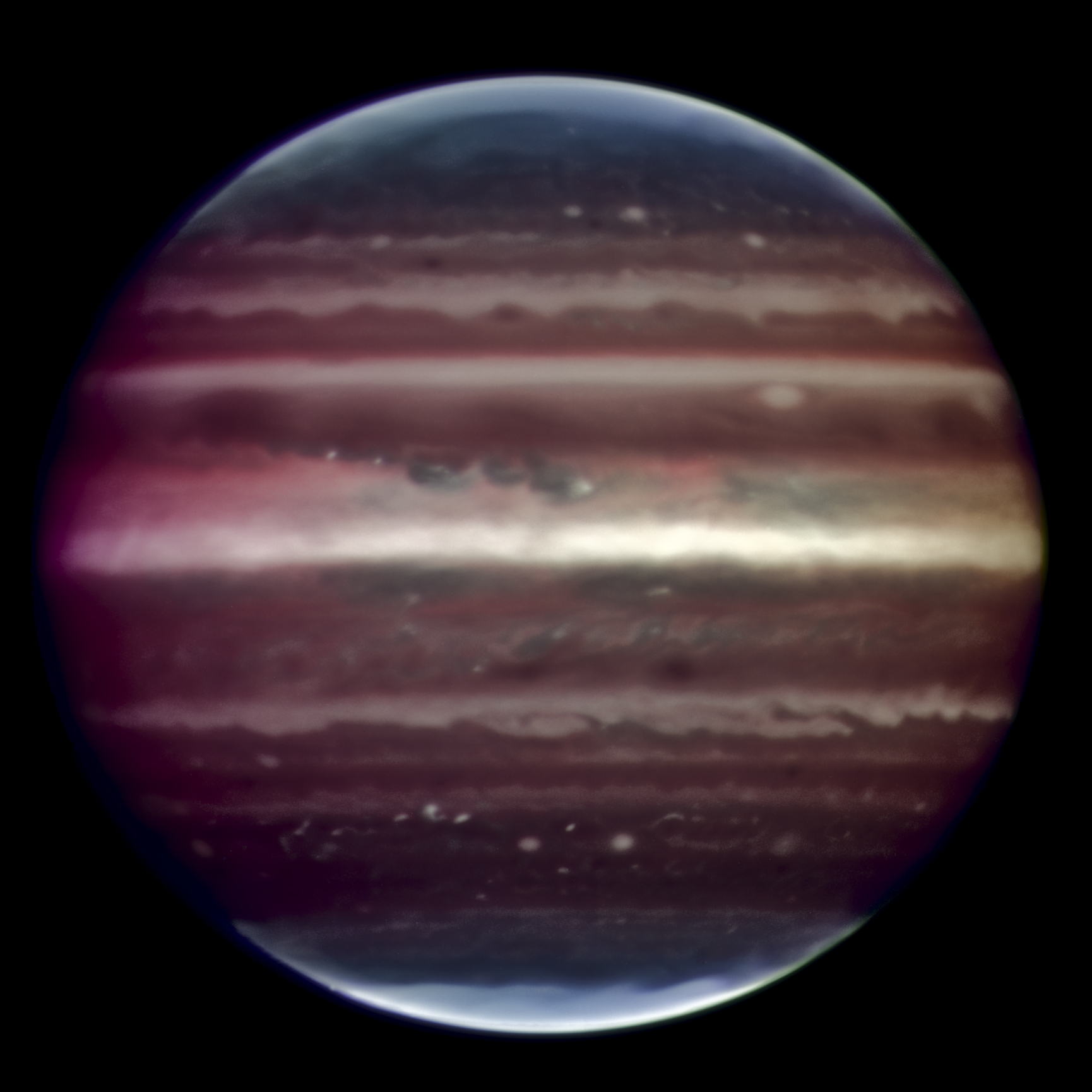
ヨーロッパ南天天文台の超大型望遠鏡VLT が捉えた木星の赤外線映像

1932年、ルーペルト・ヴィルトは木星のスペクトルを解析し、アンモニアとメタンの吸収線があることを示した。
1938年には白斑と呼ばれる永続的な3つの高気圧性の楕円斑が見つかった。これは数十年間にわたって個別に存在し、時に近づくことがあっても合体することなく存在した。しかし1998年には2つが合わさり、2000年に残りのひとつも含まれてオーバルBAとなった。

### フライバイ計画
1973年を皮切りに、多くの無人探査機が木星観測を行っている。その中でもパイオニア10号が太陽系最大の惑星に近づき多くの発見をもたらしたことが知られている。太陽系のほかの惑星に到達するには、探査機の速度変化であるデルタv（delta-v）を引き起こすエネルギーをどれだけ費やせるかによって決まる。ホーマン遷移軌道を通って地球から木星の低軌道に至るには、デルタvは6.3 km/sであり、地球から打ち上げるのに必要なデルタv9.7 km/sとの差を埋める必要があった。これは、かなり長い時間を要するが、惑星の近接飛行によるスイングバイを用いて縮めることができる。
| 探査機               | 最接近の日付   | 距離           |
| -------------------- | -------------- | -------------- |
| パイオニア10号       | 1973年12月3日  | 130,000 km     |
| パイオニア11号       | 1974年12月4日  | 34,000 km      |
| ボイジャー1号        | 1979年3月5日   | 349,000 km     |
| ボイジャー2号        | 1979年7月9日   | 570,000 km     |
| ユリシーズ           | 1992年2月8日   | 408,894 km     |
| ユリシーズ           | 2004年2月4日   | 120,000,000 km |
| カッシーニ           | 2000年12月30日 | 10,000,000 km  |
| ニュー・ホライズンズ | 2007年2月28日  | 2,304,535 km   |

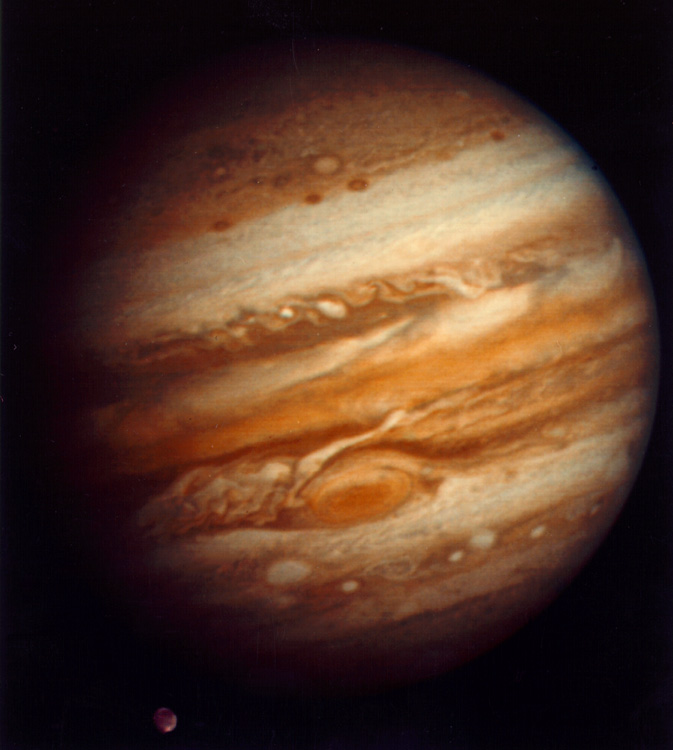
ボイジャー1号が1979年1月24日に距離4千万キロメートルから撮影した木星の姿

1973年から数機の探査機がフライバイ航行法を用いて木星観測に向かった。パイオニア計画では初めて木星といくつかの衛星の近接写真が撮影された。惑星近くの固有磁場が予測よりも非常に強かったが、探査機に致命的なトラブルは生じなかった。これらの探査機軌道は木星系質量の予想精度を高めることに役立った。また、探査機の無線信号が惑星によって遮蔽されたことで、木星の直径と極方向の扁平についての詳しい情報が得られた。
6年後に行われたボイジャー計画では、ガリレオ衛星に関する知見が深まり、また木星の環が発見された。また、大赤斑が高気圧性の現象ということも知らしめ、パイオニア計画との画像比較から大赤斑の色がオレンジ色から暗い茶色へ変わったことも判明した。衛星イオについて軌道にあるイオン化原子の円環が見つかり、また表面では噴火中の火山活動も確認された。探査機が惑星の夜側を通過した際の観測から、稲妻の光も観測された。
次に木星を通過するフライバイは太陽観測衛星ユリシーズが行った。これは太陽の極に到達するための経路に使われた。その際、ユリシーズは木星の磁気圏に関する情報を得たが、カメラを搭載していなかったために画像情報の追加は行われなかった。ユリシーズは6年の間隔を経て2度目のフライバイを行ったが、その位置は木星から遠く離れた軌道を取った。
2000年には探査機カッシーニが土星へ向かう途上で木星観測を行い、それまでにない高い解像度の映像を撮影した。2000年12月19日には第6衛星ヒマリアの撮影に成功したが、解像度は低く表面状態の解明は進まなかった。
探査機ニュー・ホライズンズは冥王星を目指す航行中に木星でフライバイを行い、2007年2月28日に最接近した。ニュー・ホライズンズのカメラは衛星イオの火山起源のプラズマを計測し、そのほかのガリレオ衛星の詳細だけでなく、ヒマリアやエララに対しても長期間観測を行った。木星系の画像撮影は2006年9月4日から行われた。

### 探査機ガリレオ
通過ではなく木星を周回しつつ、観測を行った探査機はガリレオのみであり、1995年12月7日に周回軌道へ投入されてから7年間にわたってガリレオ衛星やアマルテアなどのフライバイを含む観測を行った。それに先立つ1994年にはシューメーカー・レヴィ第9彗星の衝突が起こった際に、探査機ガリレオは通常では望めない位置にいたこともあって観測を行った。しかし、木星系にたどり着いたあとに観測で得た情報が膨大になったうえ、高利得電波アンテナを展開させることに失敗し、情報発信に制限がかかってしまった。
1995年7月にはプローブが切り離され、12月7日には木星大気の探測が始められた。プローブはパラシュートを開いて深度159キロメートルに到達する75分間データを送信し続け、機能を停止した。その位置は、気圧は地球の約28倍、温度は185°Cに達していた。プローブは溶解してしまったものと思われる。探査機ガリレオは使命を終えると、エウロパのような生命が存在する可能性を持つ衛星に落下しないように、2003年9月21日に意図的に木星内へ秒速50キロ以上の速度で落とされた。

### その他の計画

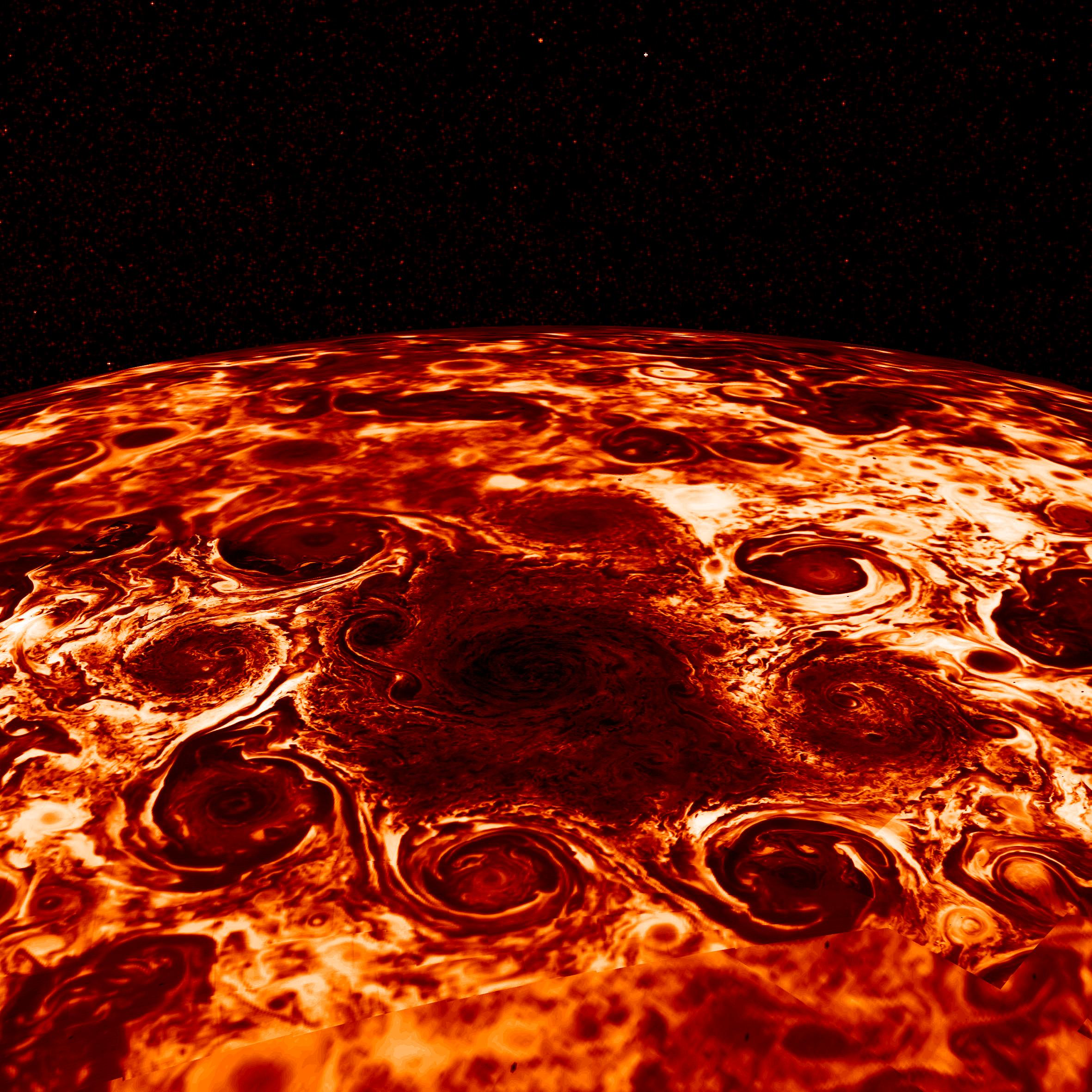
ジュノーによって撮影された木星の北極と周りを囲むサイクロン群

運用中の探査には、NASAが2011年打ち上げた極軌道から木星を詳細に観測するジュノーがある。これは2016年に木星に到着しており、木星を観測中である。
また、木星の衛星エウロパやガニメデ、カリストには表面の氷の下に液体の海があると推測され、強い関心が持たれており、NASAは木星氷衛星周回機 (JIMO) を検討したが、この計画は資金面から難航し、2005年に頓挫した。ヨーロッパでもエウロパ探査(en)の計画が検討されたが、2007年にお蔵入りとなった。
このほか、木星と衛星の観測を目的としたEJSM（エウロパ・ジュピター・システム・ミッション）もNASAとESA協同の元で進行しており、これは土星系探査のタイタン・サターン・システム・ミッションに先行する旨が2009年2月に発表された。ただし、ESAの負担はほかのプロジェクトに影響を及ぼす懸念が拭えない。計画ではNASAのJIMOやESAのジュピター・ガニメデ計画（Jupiter Ganymede Orbiter）を基軸に、2020年ごろに実行が見込まれる。

#### 中止された探査機
- パイオニアH（Pioneer H）- 11号の次に打ち上げられる予定だった。1974年に中止。
- エウロパ・オービター - エウロパの海を研究するために計画された探査機。2002年か2003年に打ち上げられる予定だった。

## 生命の可能性
1953年に行われたユーリー-ミラーの実験は、原始地球の大気に存在した化学物質から稲妻によって生物を構成するアミノ酸など有機化合物が合成されることを明らかにした。この実験で使われた大気は、水、メタン、アンモニア、水素分子などであり、これらは木星大気にも含まれている。しかし木星には強い垂直方向の空気循環があり、このような物質は高温の惑星内部に運ばれて分解してしまい、地球型の生命が発生することを妨げると考えられる。
また、大気中にある水の絶対量が乏しい点と、岩石核の表面が惑星深くの強い圧力に晒されていることも地球型生物の発生条件にほとんど適さないと考えられる理由である。しかしボイジャー計画前の1976年には、木星の上層大気中にアンモニアか水を媒介とする生物が存在する仮説が示された。この説では、地球の海のような環境をあてはめたもので、上層部に漂い光合成を行うプランクトンが存在し、その下部にはこれらを食糧とする魚のような生物が、さらに下には魚を捕食する生物がいると想定した。
ハーバード大学教授のカール・セーガンは、木星の中心にある岩石質の中心核はまわりを広大な水の海で囲まれ、そこに生物がいる可能性を示唆した。彼は、木星内部は高温であるが一方で高圧でもあり、水が液状で封じられているとすれば、その体積量は地球の海の620倍と試算した。液体の水ならば重力や外部の気圧は影響を及ぼさず、また生命の素材たる有機化合物は木星表面の観測から多量に存在すると考えられる。ただしこの説を確かめる術は（上記の理由もあり）ない。

## 地上からの観測

木星のような外惑星が見かけの逆行運動する現象は、地球との相対的な位置関係からもたらされる

地球上から観測すると、木星は太陽・月・金星に続いて4番目に明るく見える天体である。しかし、時に火星が木星よりも明るく見えることがある。これは、太陽と木星と地球の相対的な位置が関係し、木星が太陽との衝にあるときは−2.9等級、合にあるときには−1.6等級と明るさが移り変わるためである。また、角直径も50.1 - 29.8秒までの間を変化する。星空の中でひときわ目立って見えるので、夜半の明星とも呼ばれる。
位相角(en)は最大11.5度であるため、地球から見ると木星には影で欠ける食がほとんど視認できない。